# 塩化グアニジニウム
塩化グアニジニウム（塩酸グアニジニウム、英語: guanidinium chloride）とは、グアニジンの塩酸塩。 GdmClやGdnHCl、GuHClと略されることがある。主にタンパク質変性剤として利用される。

## 歴史的背景
塩化グアニジニウムとタンパク質の結合について初めて研究を行ったのはPetrunkinとPetrunkin（1927年、1928年）であった。彼らは塩化グアニジニウムと、ゼラチンや脳から抽出し熱によって変性させたタンパク質との結合について研究を行った。その後Greensteinによって1938年と1939年に初めて、グアニジンのハロゲン化物やチオシアン酸塩の高い変性能が示された。そこでは、卵白アルブミンやその他のタンパク質に対して、様々なグアニジニウム塩濃度で、チオールの遊離として示された。

## タンパク質変性剤としての利用
塩化グアニジニウムは強力なタンパク質変性剤の1つとして知られ、グアニジンチオシアン酸塩とともに、DNA精製などの用途で、タンパク質立体構造研究や含む幅広い生化学分野で利用されている。6Mの高濃度の塩化グアニジニウムでは、タンパク質の立体構造は完全に崩れ、無秩序ならせん構造を形成する。また、ｍM程度の低濃度の塩化グアニジニウムであっても、in vivoでプリオン陽性の細胞を陰性にすることが知られている。これは、プリオン繊維の断片化や伝達に重要なHsp104（シャペロン）の機能を阻害するためである。

## 薬としての利用
以前はランバート・イートン症候群による筋力低下や易疲労感の治療に使われていたが、多くの副作用があり、副作用の少ない薬が新たに開発されているため、現在は推奨されていない。利用する場合はタブレットとして経口投与を行う。通常1日に体重1キログラムあたり10～15ミリグラムを3～4回に分けて投与し、副作用が現れるまで35ミリグラムまでゆっくりと増やしていく。副作用の程度は人によって様々であるため、投与量は厳密に管理されなければならない。副作用は軽度のもので下痢など消化器系の障害として表れ、この時点で投与量を抑えることが推奨される。重度のものでは消化器系に加え、神経系・皮膚・腎臓・肝臓・心臓など様々な部位に障害を伴う。

## 結晶構造
塩化グアニジニウムの結晶は単純斜方晶（直方晶）の空間群Pbcaに属する。グアニジニウムイオン（カチオン）と塩化物イオン（アニオン）が水素結合（NH…Cl）によって結合することで結晶を形成する。